# Athetis cryptisirias
Athetis cryptisirias är en fjärilsart som beskrevs av Pierre E.L. Viette 1957. Athetis cryptisirias ingår i släktet Athetis och familjen nattflyn. Inga underarter finns listade i Catalogue of Life.